# کوستلنی ویدری
کوستلنی ویدری (به چکی: Kostelní Vydří) یک منطقهٔ مسکونی در جمهوری چک است که در ناحیه ییندریخوف هرادتس واقع شده‌است. کوستلنی ویدری ۶٫۵۱ کیلومتر مربع مساحت و ۱۵۹ نفر جمعیت دارد و ۴۷۴ متر بالاتر از سطح دریا واقع شده‌است.